# Деркач Микола Іванович
Мико́ла Іва́нович Дерка́ч (нар. 25 липня 1949 року, хутір Дорошенко, Шовгеновський район, Краснодарський край, Росія) — український політик, міністр, посол. Почесний громадянин Дніпропетровська.

## Біографія
Народився 25 липня 1949 року (хутір Дорошенко, Шовгенівський район, Адигея); росіянин; батько Іван Васильович і мати Ольга Василівна — пенсіонери; дружина Світлана Йосипівна (1948) — учитель-логопед дитячого комбінату; дочка Олена (1984).

### Освіта
Дніпропетровський металургійний інститут, економічний факультет (1970–1975), інженер-економіст, «Економіка і організація металургійної промисловості»; кандидатська дисертація «Управління конкурентоспроможністю інтегрованих об'єднань підприємств в умовах єдиного європейського простору» (Національний авіаційний університет, 2004).
Навчався в Майкопському ТУ, з 1967 року — оператор з видобутку нафти та газу на газоконденсатному промислі № 1, об'єднання «Кубаньгазпром», Майкоп.
Служив в армії.

### Кар'єра
1976—1977 — старший економіст відділу фінансування місцевого господарства.
02.1977-1979 — заступник начальника відділу державних доходів, Дніпропетровський міськфінвідділ.
1979 — старший бухгалтер-експерт з централізації та механізації бухгалтерського обліку господарських установ — заступник начальника відділу фінансування місцевого господарства.
1979—1983 — заступник начальника, начальник відділу державних доходів.
05.1983-03.1985 — завідувач фінансового відділу, Дніпропетровський обласний виконавчий комітет.
03.1985-04.1992 — начальник, фінансове управління Дніпропетровського обласного виконавчого комітету.
04.1992-07.1994 — заступник глави Дніпропетровської облдержадміністрації з питань фінансів і бюджету — начальник обласного фінансового управління.
07.1994-07.1995 — заступник голови Дніпропетровської обласної ради з виконавчої роботи — начальник фінансового управління.
25 вересня 1995 — 8 серпня 1996 роки — в.о. голови, 8 серпня 1996 — 3 вересня 1997 — голова, вересень 1997 — грудень 2001 — перший заступник голови Дніпропетровської обласної державної адміністрації.
27 грудня 2001 — 19 січня 2004 роки — Надзвичайний і Повноважний Посол України в Литовській Республіці.
11 січня 2004 — 3 лютого 2005  роки — Міністр економіки та з питань європейської інтеграції України; член РНБО України (з січня 2004). Був членом партії «Трудова Україна» (з травня 2004).
Голова Дніпропетровської обласної організації Народної партії; член Політичної ради НП; депутат Дніпропетровської обласної ради (2006–2007).

## Захоплення
Природа, полювання, образотворче мистецтво.

## Парламентська діяльність
Березень 2006 року — кандидат в народні депутати України від Народного блоку Литвина, № 62 в списку.
Народний депутат України 6-го скликання з листопада 2007 до грудня 2012 роки від Блоку Литвина, № 3 в списку. На час виборів: голова Дніпропетровської обласної організації НП. Член фракції «Блок Литвина» (з листопада 2007). Голова Комітету з питань бюджету (з грудня 2007).
10 серпня 2012 року у другому читанні проголосував за Закон України «Про засади державної мовної політики», який суперечить Конституції України, не має фінансово-економічного обґрунтування і спрямований на знищення української мови. Закон було прийнято із порушеннями регламенту.

## Нагороди
- Орден Дружби народів (1986).
- Медаль «За військову доблесть» (1970).
- Орден «За заслуги» I ст. (серпень 2010)[15], II ст. (грудень 2000)[16], ІІІ ст. (грудень 1996)[17].
- Орден князя Ярослава Мудрого V ст. (червень 2004)[18].
- Заслужений економіст України (вересень 1993)[19].